# 1995-ös MTV Movie Awards
A 1995-ös MTV Movie Awards díjátadó ünnepségét 1995. június 10-én tartották a kaliforniai Warner Bros. Studios-ban, a házigazda Jon Lovitz és Courteney Cox volt. A műsort az MTV csatorna közvetítette.

## Díjazottak és jelöltek
A nyertesek a táblázat első sorában, félkövérrel vannak jelölve.
| Legjobb film | Leghumorosabb alakítás |
| --- | --- |
| - Ponyvaregény - A holló - Forrest Gump - Interjú a vámpírral - Féktelenül | - Jim Carrey – Dumb és Dumber – Dilibogyók - Tim Allen – Télapu - Tom Arnold – True Lies – Két tűz között - Jim Carrey – A Maszk - Adam Sandler – Billy Madison – A dilidiák                                                                                    |
| Legjobb színész | Legjobb színésznő |
| - Brad Pitt – Interjú a vámpírral - Tom Hanks – Forrest Gump - Brandon Lee – A holló - Keanu Reeves – Féktelenül - John Travolta – Ponyvaregény | - Sandra Bullock – Féktelenül - Jamie Lee Curtis – True Lies – Két tűz között - Jodie Foster – Nell, a remetelány - Uma Thurman – Ponyvaregény - Meg Ryan – Ha a férfi igazán szeret                                                                            |
| Legvonzóbb színész | Legvonzóbb színésznő |
| - Brad Pitt – Interjú a vámpírral - Tom Cruise – Interjú a vámpírral - Christian Slater – Interjú a vámpírral - Andy García – Ha a férfi igazán szeret - Keanu Reeves – Féktelenül | - Sandra Bullock – Féktelenül - Cameron Diaz – A Maszk - Demi Moore – Zaklatás - Halle Berry – A Flintstone család - Sharon Stone – A specialista |
| Legjobb akciójelenet | Legjobb gonosz |
| - Féktelenül - Időzített bomba - Végveszélyben - True Lies – Két tűz között | - Dennis Hopper – Féktelenül - Tom Cruise – Interjú a vámpírral - Jeremy Irons – Az oroszlánkirály - Tommy Lee Jones – Időzített bomba - Demi Moore – Zaklatás                                                                                                  |
| Legjobb csók | Legjobb táncos jelenet |
| - Lauren Holly és Jim Carrey – Dumb és Dumber – Dilibogyók - Julie Delpy és Ethan Hawke – Mielőtt felkel a Nap - Juliette Lewis és Woody Harrelson – Született gyilkosok - Sandra Bullock és Keanu Reeves – Féktelenül - Jamie Lee Curtis és Arnold Schwarzenegger – True Lies – Két tűz között | - "You Never Can Tell" – Ponyvaregény - "Hey! Pachuco!" – A Maszk - "Sunshine Day" – A Brady család - "Por una Cabeza" – True Lies – Két tűz között |
| Legjobb zenés pillanat | Legjobb duó |
| - "Big Empty" – A holló - "Can You Feel the Love Tonight?" – Az oroszlánkirály - "Girl, You'll Be a Woman Soon" – Ponyvaregény - "I'll Remember" – Tanulj, tinó! - "Regulate" – Harlemi ziccer                                                                                                  | - Sandra Bullock és Keanu Reeves – Féktelenül - Jim Carrey és Jeff Daniels – Dumb és Dumber – Dilibogyók - Tom Cruise és Brad Pitt – Végre péntek - Juliette Lewis és Woody Harrelson – Született gyilkosok - Samuel L. Jackson és John Travolta – Ponyvaregény |
| Áttörő előadás | Legjobb új filmkészítő |
| - Kirsten Dunst – Interjú a vámpírral - Cameron Diaz – A Maszk - Hugh Grant - Négy esküvő és egy temetés - Mykelti Williamson - Forrest Gump - Tim Allen - Télapu | - Steve James - Kosaras álmok |
| Életműdíj | |
| - Jackie Chan | |